# 王志勤
王志勤（1931年—），男，上海人，中国有机化学家，曾任中国科学院上海有机化学研究所所长，中国科学院上海分院院长。